# FC Emmen in het seizoen 2020/21
Dit artikel geeft een overzicht van FC Emmen in het seizoen 2020/2021. FC Emmen komt dit seizoen uit in de Eredivisie en de KNVB Beker. Het is het derde seizoen op rij dat FC Emmen op het hoogste niveau in Nederland uitkomt. FC Emmen degradeert uiteindelijk via de play-offs om promotie/degradatie naar de Eerste divisie.

## Resultaten

### Seizoensresultaten
| Stand | Gespeeld | Gewonnen | Gelijk | Verloren | Punten | Doelpunten voor | Doelpunten tegen | Gele kaarten | Twee keer geel | Rode kaarten |
| ----- | -------- | -------- | ------ | -------- | ------ | --------------- | ---------------- | ------------ | -------------- | ------------ |
| 16    | 34       | 7        | 9      | 18       | 30     | 40              | 68               | 47           | 1              | 4            |

### Aantal punten per speelronde
| Speelronde | 1 | 2 | 3 | 4 | 5 | 6 | 7 | 8 | 9 | 10 | 11 | 12 | 13 | 14 | 15 | 16 | 17 | 18 | 19 | 20 | 21 | 22 | 23 | 24 | 25 | 26 | 27 | 28 | 29 | 30 | 31 | 32 | 33 | 34 | Totaal |
| ---------- | - | - | - | - | - | - | - | - | - | -- | -- | -- | -- | -- | -- | -- | -- | -- | -- | -- | -- | -- | -- | -- | -- | -- | -- | -- | -- | -- | -- | -- | -- | -- | ------ |
| Punten     | 0 | 0 | 1 | 1 | 1 | 0 | 0 | 0 | 0 | 0  | 0  | 1  | 1  | 0  | 0  | 0  | 0  | 1  | 0  | 0  | 0  | 0  | 3  | 3  | 1  | 1  | 1  | 3  | 3  | 3  | 0  | 0  | 3  | 3  | 30     |

### Aantal punten na speelronde
| Speelronde | 1 | 2 | 3 | 4 | 5 | 6 | 7 | 8 | 9 | 10 | 11 | 12 | 13 | 14 | 15 | 16 | 17 | 18 | 19 | 20 | 21 | 22 | 23 | 24 | 25 | 26 | 27 | 28 | 29 | 30 | 31 | 32 | 33 | 34 | Totaal |
| ---------- | - | - | - | - | - | - | - | - | - | -- | -- | -- | -- | -- | -- | -- | -- | -- | -- | -- | -- | -- | -- | -- | -- | -- | -- | -- | -- | -- | -- | -- | -- | -- | ------ |
| Punten     | 0 | 0 | 1 | 2 | 3 | 3 | 3 | 3 | 3 | 3  | 3  | 4  | 5  | 5  | 5  | 5  | 5  | 6  | 6  | 6  | 6  | 6  | 9  | 12 | 13 | 14 | 15 | 18 | 21 | 24 | 24 | 24 | 27 | 30 | 30     |

### Stand na speelronde
| Speelronde | 1  | 2  | 3  | 4  | 5  | 6  | 7  | 8  | 9  | 10 | 11 | 12 | 13 | 14 | 15 | 16 | 17 | 18 | 19 | 20 | 21 | 22 | 23 | 24 | 25 | 26 | 27 | 28 | 29 | 30 | 31 | 32 | 33 | 34 | Eindstand |
| ---------- | -- | -- | -- | -- | -- | -- | -- | -- | -- | -- | -- | -- | -- | -- | -- | -- | -- | -- | -- | -- | -- | -- | -- | -- | -- | -- | -- | -- | -- | -- | -- | -- | -- | -- | --------- |
| Stand      | 13 | 14 | 14 | 15 | 15 | 16 | 16 | 17 | 17 | 18 | 18 | 18 | 18 | 18 | 18 | 18 | 18 | 18 | 18 | 18 | 18 | 18 | 18 | 18 | 18 | 18 | 17 | 17 | 17 | 16 | 16 | 16 | 16 | 16 | 16        |

### Aantal doelpunten per speelronde
| Speelronde | 1 | 2 | 3 | 4 | 5 | 6 | 7 | 8 | 9 | 10 | 11 | 12 | 13 | 14 | 15 | 16 | 17 | 18 | 19 | 20 | 21 | 22 | 23 | 24 | 25 | 26 | 27 | 28 | 29 | 30 | 31 | 32 | 33 | 34 | Totaal |
| ---------- | - | - | - | - | - | - | - | - | - | -- | -- | -- | -- | -- | -- | -- | -- | -- | -- | -- | -- | -- | -- | -- | -- | -- | -- | -- | -- | -- | -- | -- | -- | -- | ------ |
| Doelpunten | 3 | 1 | 1 | 1 | 2 | 0 | 2 | 1 | 0 | 0  | 0  | 1  | 1  | 2  | 1  | 0  | 1  | 0  | 0  | 0  | 0  | 0  | 3  | 1  | 1  | 1  | 1  | 3  | 3  | 3  | 0  | 0  | 3  | 4  | 40     |

### Wedstrijdresultaten

#### Eredivisie
|                                                            |                                                       |               | | |
| 13 september 2020, 12:15                                   | FC Emmen                                              | 3 - 5 (1 - 0) | VVV-Venlo | Opstelling FC Emmen: |
| De Oude Meerdijk, Emmen 2.400 toeschouwers Arbiter: Mulder | Robbert de Vos 4' Marko Kolar 49' Nikolai Laursen 76' |               | 50' Giorgos Giakoumakis 65' Giorgos Giakoumakis 72' Giorgos Giakoumakis 90' (e.d.) Caner Cavlan 90+4' Jafar Arias | Telgenkamp; Bijl, Araujo , Veendorp (90+1' Bakker), Cavlan; Tibbling, Peña, Chacón ; Laursen, Kolar , De Vos (87' Sidibe) |

|                                                                        |                                           |               |                       | |
| 19 september 2020, 20:00                                               | PSV                                       | 2 - 1 (1 - 0) | FC Emmen              | Opstelling FC Emmen |
| Philips Stadion, Eindhoven 8.000 toeschouwers Arbiter: Van den Kerkhof | Noni Madueke 90+4' Maximiliano Romero 56' |               | 83' (e.d.) Yvon Mvogo | Telgenkamp; Bijl, Araujo (82' Granečný), Veendorp, Cavlan (81' Bakker); Tibbling, Peña (89' Payne), Chacón; Laursen , Kolar (81' Jansen ), De Vos (80' Carty) |

|                                                                  |                     |               |                              | |
| 27 september 2020, 16:30                                         | FC Emmen            | 1 - 1 (1 - 1) | Willem II                    | Opstelling FC Emmen: |
| De Oude Meerdijk, Emmen 2.312 toeschouwers Arbiter: Van de Graaf | Michael de Leeuw 5' |               | 13' Mike Trésor Ndayishimiye | Telgenkamp; Bijl (58'), Araujo, Bakker, Cavlan; Tibbling, Peña, Ben Moussa; Laursen (90+2' Jansen), De Leeuw (76' De Vos), Kolar (61' Payne) |

|                                                           |                  |               |                      | |
| 3 oktober 2020, 21:00                                     | FC Twente        | 1 - 1 (0 - 0) | FC Emmen             | Opstelling FC Emmen |
| De Grolsch Veste, Enschede 0 toeschouwers Arbiter: Mulder | Václav Černý 48' |               | 65' Michael de Leeuw | Telgenkamp; Bijl, Araujo, Bakker , Cavlan; Tibbling, Peña, Ben Moussa (46' Chacón); Laursen, De Leeuw , Kolar (46' Jansen ) |

|                                                           |                                          |               |                                          | |
| 18 oktober 2020, 20:00                                    | FC Emmen                                 | 2 - 2 (0 - 2) | Fortuna Sittard                          | Opstelling FC Emmen: |
| De Oude Meerdijk, Emmen 0 toeschouwers Arbiter: Gözübüyük | Nikolai Laursen 51' Michael de Leeuw 60' |               | 18' Sebastian Polter 23' Lisandro Semedo | Telgenkamp; Bijl, Araujo, Bakker (46' Van Rhijn), Cavlan; Tibbling , Peña , Chacón; Laursen, De Leeuw, Jansen (65' De Vos) |

|                                                                      |                                                                          |               |          | |
| 24 oktober 2020, 21:00                                               | sc Heerenveen                                                            | 4 - 0 (2 - 0) | FC Emmen | Opstelling FC Emmen |
| Abe Lenstra Stadion, Heerenveen 0 toeschouwers Arbiter: Van der Eijk | Henk Veerman 26' Benjamin Nygren 29' Rodney Kongolo 71' Henk Veerman 74' |               |          | Telgenkamp; Bijl, Araujo, Bakker, Cavlan; Tibbling (52'), Ben Moussa (79' Veendorp), Chacón; Laursen (77'), De Leeuw (74' Caciano), Peña |

|                                                         |                                            |               |                                                                   | |
| 18 oktober 2020, 20:00                                  | FC Emmen                                   | 2 - 3 (2 - 2) | Feyenoord                                                         | Opstelling FC Emmen:                                                                                                   |
| De Oude Meerdijk, Emmen 0 toeschouwers Arbiter: Kuipers | Anco Jansen (str.) 5' Michael de Leeuw 42' |               | 40' (str.) Mark Diemers 45+3' Jens Toornstra 90+4' Naoufal Bannis | Wiedwald; Bijl (74' Ben Moussa), Van Rhijn, Araujo , Bakker , Cavlan; Veendorp, Peña, Chacón ; De Leeuw , Jansen (36') |

|                                                    |                                                                                    |               |                      | |
| 9 november 2020, 14:30                             | Vitesse                                                                            | 3 - 1 (3 - 0) | FC Emmen             | Opstelling FC Emmen |
| Gelredome, Arnhem 0 toeschouwers Arbiter: Manschot | Oussama Tannane (str.) 9' Oussama Tannane 26' Loïs Openda 44' Riechedly Bazoer 29' |               | 58' Michael de Leeuw | Wiedwald ; Bijl, Van Rhijn , Araujo, Veendorp (76' Sidibe, Cavlan; Tibbling (46' Carty ), Peña, Chacón (57' Bernadou); Laursen, De Leeuw |

|                                                         |                        |               |          | |
| 22 november 2020, 20:00                                 | AZ                     | 1 - 0 (1 - 0) | FC Emmen | Opstelling FC Emmen |
| AFAS Stadion, Alkmaar 0 toeschouwers Arbiter: Nagtegaal | Bruno Martins Indi 11' |               |          | Wiedwald; Bijl, Van Rhijn, Araujo, Cavlan ; Laursen (85' Kolar), Tibbling (85' Caciano), Veendorp, Bernadou (60'); De Leeuw, Jansen (63' Avdijaj) |

|                                                           |          |               |                                                                                                  | |
| 28 november 2020, 18:45                                   | FC Emmen | 0 - 5 (0 - 3) | Ajax                                                                                             | Opstelling FC Emmen: |
| De Oude Meerdijk, Emmen 0 toeschouwers Arbiter: Gözübüyük |          |               | 20' Davy Klaassen 29' Zakaria Labyad 38' Lassina Traoré 69' Jurgen Ekkelenkamp 82' Quincy Promes | Wiedwald; Bijl, Van Rhijn, Araujo, Cavlan; Laursen (75' Kolar), Veendorp, Chacón (75' Ben Moussa), Tibbling; De Leeuw, Jansen (46' Avdijaj) |

|                                                                       |                                    |               |                   | |
| 4 december 2020, 20:00                                                | Sparta Rotterdam                   | 2 - 1 (1 - 0) | FC Emmen          | Opstelling FC Emmen |
| Spartastadion Het Kasteel, Rotterdam 0 toeschouwers Arbiter: Kamphuis | Deroy Duarte 22' Abdou Harroui 58' |               | 52' Miguel Araujo | Wiedwald; Bijl, Van Rhijn (86' Bakker), Araujo, Cavlan; Ben Moussa (85' Bernadou), Peña (79' Caciano), Chacón; Laursen (67' Kolar), De Leeuw, Jansen 10px (67' Avdijaj) |

|                                                          |                   |               |                     | |
| 12 december 2020, 18:45                                  | FC Emmen          | 1 - 1 (0 - 1) | ADO Den Haag        | Opstelling FC Emmen: |
| De Oude Meerdijk, Emmen 0 toeschouwers Arbiter: Manschot | Miguel Araujo 72' |               | 6' Vicente Besuijen | Wiedwald; Van Rhijn (72' Avdijaj), Araujo, Bakker (82' Veendorp), Cavlan; Laursen (86' Jansen), Bijl, Ben Moussa (46' Bernadou), Peña; Kolar (86' Chacón), De Leeuw |

|                                                          |            |       |          | |
| 18 december 2020, 20:00                                  | PEC Zwolle | 0 - 0 | FC Emmen | Opstelling FC Emmen |
| MAC³PARK stadion, Zwolle 0 toeschouwers Arbiter: Kuipers |            |       |          | Wiedwald; Van Rhijn, Araujo, Bakker, Cavlan; Bijl, Caciano (26' Jansen), Veendorp; Laursen (67' Tibbling), Kolar (60' Chacón), Peña |

|                                                     |                                      |               |                                                         | |
| 22 oktober 2020, 18:45                              | FC Emmen                             | 2 - 3 (2 - 1) | FC Utrecht                                              | Opstelling FC Emmen: |
| De Oude Meerdijk, Emmen 0 toeschouwers Arbiter: Bax | Miguel Araujo 27' Lucas Bernadou 43' |               | 22' Eljero Elia 60' Joris van Overeem 75' Adrián Dalmau | Telgenkamp; Van Rhijn, Araujo , Keziah Veendorp, Cavlan; Bijl, Peña, Bernadou (86' Chacón); Laursen (46' Caciano), Kolar, Avdijaj (46' Jansen ) |

|                                                          |                   |               |                                                                     | |
| 9 januari 2021, 18:45                                    | FC Emmen          | 1 - 4 (0 - 3) | FC Twente                                                           | Opstelling FC Emmen: |
| De Oude Meerdijk, Emmen 0 toeschouwers Arbiter: Lindhout | Miguel Araujo 59' |               | 16' Václav Černý 33' Queensy Menig 42' Jesse Bosch 63' Václav Černý | Telgenkamp; Bijl, Araujo, Van Rhijn, Cavlan; Tibbling, Veendorp, Bernadou, Peña (73' Avdijaj); De Leeuw, Jansen (73' Laursen) |

|                                                      |                                                               |               |          | |
| 12 december 2020, 21:00                              | Heracles Almelo                                               | 4 - 0 (2 - 0) | FC Emmen | Opstelling FC Emmen |
| Erve Asito, Almelo 0 toeschouwers Arbiter: Dieperink | Sinan Bakış 26' Sinan Bakış 44' Sinan Bakış 64' Rai Vloet 87' |               |          | Telgenkamp; Bijl (19' Bakker), Araujo , Van Rhijn, Cavlan; Veendorp (77' Ben Moussa), Peña, Bernadou (46' Vlak); Kolar, De Leeuw (77' Avdijaj), Jansen (46' Laursen) |

|                                                          |                      |               |                                                                           | |
| 16 januari 2021, 16:30                                   | FC Emmen             | 1 - 4 (0 - 2) | Vitesse                                                                   | Opstelling FC Emmen: |
| De Oude Meerdijk, Emmen 0 toeschouwers Arbiter: Kamphuis | Michael de Leeuw 58' |               | 2' Thomas Buitink 9' Oussama Tannane 49' Armando Broja 90' Patrick Vroegh | Telgenkamp; Van Rhijn, Veendorp , Bakker , Cavlan; Tibbling, Peña (81' Jansen), Bernadou (70' Vlak); Kolar (28' Ben Moussa), De Leeuw , Avdijaj (81' Granečný) |

|                                                              |              |               |          | |
| 23 januari 2021, 16:30                                       | ADO Den Haag | 0 - 0 (0 - 0) | FC Emmen | Opstelling FC Emmen |
| Cars Jeans Stadion, Den Haag 0 toeschouwers Arbiter: Nijhuis |              |               |          | Telgenkamp; Bijl (83' Veendorp), Araujo, Bakker, Cavlan; Ben Moussa (81' Laursen), Peña, Tibbling; De Vos (75' Jansen), De Leeuw , Frei |

|                                                          |          |               |                                  | |
| 26 januari 2021, 20:00                                   | FC Emmen | 0 - 2 (0 - 0) | PSV                              | Opstelling FC Emmen: |
| De Oude Meerdijk, Emmen 0 toeschouwers Arbiter: Manschot |          |               | 81' Mauro Júnior 88' Eran Zahavi | Telgenkamp; Van Rhijn, Araujo, Bakker, Cavlan; Ben Moussa (73' Tibbling), Peña, Vlak; Laursen (83' Jansen), De Leeuw , Frei (63' De Vos) |

|                                                                   |                                         |               |          | |
| 31 januari 2021, 14:30                                            | Willem II                               | 2 - 0 (1 - 0) | FC Emmen | Opstelling FC Emmen |
| Koning Willem II Stadion, Tilburg 0 toeschouwers Arbiter: Kuipers | Ché Nunnely 38' Kwasi Okyere Wriedt 47' |               |          | Telgenkamp; Bijl , Araujo, Bakker, Cavlan; Ben Moussa (70' Jansen), Peña, Vlak; Laursen (82' La Torre), De Leeuw , Frei |

|                                                            |          |               |                       | |
| 6 februari 2021, 14:00                                     | FC Emmen | 0 - 1 (0 - 0) | AZ                    | Opstelling FC Emmen: |
| De Oude Meerdijk, Emmen 0 toeschouwers Arbiter: Van Boekel |          |               | 71' Yukinari Sugawara | Verrips; Van Rhijn (86' De Vos), Araujo, Bakker, Cavlan (65' Rhyner); Ben Moussa (86' Bernadou), De Leeuw , Vlak (75' Laursen); Peña, Gladon, Frei |

|                                                                    |                 |               |          | |
| 12 februari 2021, 18:45                                            | RKC Waalwijk    | 1 - 0 (0 - 0) | FC Emmen | Opstelling FC Emmen |
| Mandemakers Stadion, Waalwijk 0 toeschouwers Arbiter: Van de Graaf | Ahmed Touba 90' |               |          | Verrips; Van Rhijn, Araujo, Bakker, Rhyner (46' Veendorp); Ben Moussa (46' Bernadou), De Leeuw , Vlak (61' Laursen); Peña, Gladon, Frei |

|                                                           |                                                     |               |                                      | |
| 20 februari 2021, 18:45                                   | FC Emmen                                            | 3 - 2 (2 - 1) | PEC Zwolle                           | Opstelling FC Emmen: |
| De Oude Meerdijk, Emmen 0 toeschouwers Arbiter: Gözübüyük | Luka Adžić 36' Michael de Leeuw 45+2' Jari Vlak 70' |               | 43' Bram van Polen 88' Yuta Nakayama | Verrips; Bijl , Araujo, Bakker, Cavlan (90+4' Veendorp); Vlak, Peña, Bernadou (77' Ben Moussa); Frei, De Leeuw , Adžić (71' Laursen) |

|                                                          |            |               |          | |
| 27 februari 2021, 16:30                                  | FC Utrecht | 0 - 1 (0 - 1) | FC Emmen | Opstelling FC Emmen |
| Stadion Galgenwaard, Utrecht 0 toeschouwers Arbiter: Bax |            |               | 14' Peña | Verrips; Bijl, Araujo , Bakker, Cavlan (90+1' Veendorp ); Vlak, Peña (84' Gladon), Ben Moussa; Frei , De Leeuw , Adžić (76' Laursen) |

|                                                          |                               |               |                  | |
| 5 maart 2021, 20:00                                      | FC Emmen                      | 1 - 1 (0 - 1) | Sparta Rotterdam | Opstelling FC Emmen: |
| De Oude Meerdijk, Emmen 0 toeschouwers Arbiter: Makkelie | Michael de Leeuw (str.) 90+6' |               | 43' Laros Duarte | Verrips ; Bijl, Araujo, Bakker, Cavlan; Vlak (87' Kolar), Peña, Bernadou (82' Laursen ); Frei, De Leeuw , Adžić (46' Gladon) |

|                                                                              |                     |               |          | |
| 13 maart 2021, 20:00                                                         | FC Groningen        | 1 - 1 (0 - 1) | FC Emmen | Opstelling FC Emmen                                                                                              |
| Hitachi Capital Mobility Stadion, Groningen 0 toeschouwers Arbiter: Lindhout | Alessio da Cruz 60' |               | 38' Bijl | Verrips; Bijl, Araujo, Bakker, Veendorp; Vlak, Peña (81' Laursen), Bernadou; Frei, De Leeuw , Adžić (73' Gladon) |

|                                                 |                 |               |                             | |
| 20 maart 2021, 20:00                            | Feyenoord       | 1 - 1 (1 - 0) | FC Emmen                    | Opstelling FC Emmen |
| De Kuip, Rotterdam 0 toeschouwers Arbiter: Blom | Orkun Kökcü 37' |               | 79' (str.) Michael de Leeuw | Verrips; Bijl, Araujo, Bakker , Cavlan; Vlak (82' De Vos), Peña (87' Gladon), Bernadou; Frei, De Leeuw , Adžić (58' Laursen) |

|                                                          |                                                                |               |                    | |
| 4 april, 16:45                                           | FC Emmen                                                       | 3 - 1 (3 - 0) | RKC Waalwijk       | Opstelling FC Emmen: |
| De Oude Meerdijk, Emmen 0 toeschouwers Arbiter: Makkelie | Nick Bakker 10' Luka Adžić 17' Sergio Peña 31' Sergio Peña 32' |               | 90+2' Cyril Ngonge | Verrips; Bijl, Araujo, Bakker, Cavlan; Vlak (85' Veendorp), Peña, Bernadou (23' Ben Moussa ); Frei (85' Laursen), De Leeuw , Adžić (78' Gladon) |

|                                                                |                                              |               |                                                                | |
| 10 april 2021, 20:00                                           | Fortuna Sittard                              | 1 - 3 (0 - 0) | FC Emmen                                                       | Opstelling FC Emmen |
| Fortuna Sittard Stadion, Sittard 0 toeschouwers Arbiter: Kooij | Dimitrios Emmanouilidis 85' Roel Janssen 50' |               | 53' (str.) Sergio Peña 89' (str.) Glenn Bijl 90+7' Paul Gladon | Verrips; Bijl, Araujo , Bakker, Cavlan; Vlak, Peña (70' De Vos), Ben Moussa (90' Veendorp); Frei, Gladon, Adžić (75' Laursen) |

|                                                            |                                                                         |               |                      | |
| 25 april, 12:15                                            | FC Emmen                                                                | 3 - 1 (0 - 0) | Heracles Almelo      | Opstelling FC Emmen: |
| De Oude Meerdijk, Emmen 987 toeschouwers Arbiter: Kamphuis | Michael de Leeuw (str.) 58' Michael de Leeuw 89' Michael de Leeuw 90+1' |               | 82' (str.) Rai Vloet | Verrips ; Bijl, Araujo, Veendorp, Cavlan; Vlak (90+4' La Torre), Peña (90+4' De Vos), Bernadou (77' Ben Moussa); Frei, De Leeuw , Adžić (70' Gladon) |

|                                                             |                                                                             |               |          | |
| 2 mei 2021 14:30                                            | Ajax                                                                        | 4 - 0 (1 - 0) | FC Emmen | Opstelling FC Emmen |
| Johan Cruijff Arena, Amsterdam 0 toeschouwers Arbiter: Blom | Jurriën Timber 10' Sébastien Haller 61' Devyne Rensch 66' Davy Klaassen 74' |               |          | Verrips; Bijl, Araujo, Veendorp, Cavlan ; Vlak (73' Ben Moussa), Peña, Bernadou (83' Tibbling); Frei (73' Gladon), De Leeuw (89' La Torre), Adžić (83' De Vos) |

|                                                           |          |               |                                                                                | |
| 9 mei, 12:15                                              | FC Emmen | 0 - 4 (0 - 1) | FC Groningen                                                                   | Opstelling FC Emmen: |
| De Oude Meerdijk, Emmen 0 toeschouwers Arbiter: Gözübüyük |          |               | 28' Bart van Hintum 52' Alessio Da Cruz 62' Alessio Da Cruz 81' Paulos Abraham | Verrips; Bijl , Araujo, Bakker, Cavlan; Vlak (63' Laursen), Peña, Bernadou (63' Veendorp); Frei, De Leeuw (85' Ben Moussa, Adžić (46' Gladon) |

|                                                         |                                                                   |               |                     | |
| 13 mei, 14:30                                           | FC Emmen                                                          | 3 - 1 (1 - 0) | sc Heerenveen       | Opstelling FC Emmen: |
| De Oude Meerdijk, Emmen 0 toeschouwers Arbiter: Nijhuis | Sergio Peña (str.) 21' Sergio Peña (str.) 53' Nikolai Laursen 82' |               | 88' Benjamin Nygren | Verrips; Bijl, Araujo, Bakker, Cavlan; Vlak (84' Kolar), Peña (90+3' De Vos), Ben Moussa (73' Veendorp); Frei (84' Gladon), De Leeuw , Adžić (73' Laursen) |

|                                                                    |           |               |                                                                            | |
| 16 mei, 14:30                                                      | VVV-Venlo | 0 - 4 (0 - 1) | FC Emmen                                                                   | Opstelling FC Emmen: |
| Covebo Stadion - De Koel -, Venlo 0 toeschouwers Arbiter: Makkelie |           |               | 36' Luka Adžić 53' (str.) Sergio Peña 64' Michael de Leeuw 81' Paul Gladon | Verrips; Bijl , Araujo, Bakker, Cavlan; Ben Moussa (85' De Vos), Peña, Bernadou (76' Veendorp); Frei (76' Laursen, De Leeuw , Adžić (70' Gladon) |

#### Play-offs om promotie/degradatie
Halve finale
|                                                             |                                                              |                           |                                                                | |
| 20 mei, 21:00                                               | FC Emmen                                                     | 4 - 5 (n.s.) 1 - 1 (0 -1) | NAC Breda                                                      | Opstelling FC Emmen: |
| De Oude Meerdijk, Emmen 1200 toeschouwers Arbiter: Lindhout | Ramon Hendriks (e.d.) 80' De Leeuw Araujo Veendorp Bijl Peña |                           | 16' Lex Immers Van Hooijdonk Fiorini Jansen Malone El Allouchi | Verrips; Bijl, Araujo, Bakker, Cavlan (106' Veendorp); Vlak (106' Ben Moussa), Peña, Bernadou (70' Laursen); Frei, De Leeuw , Adžić (60' Gladon) |

#### KNVB Beker
Eerste ronde
|                                                                 |                                             |               |              | |
| 28 oktober 2020, 19:45                                          | FC Emmen                                    | 2 - 0 (0 - 0) | FC Eindhoven | Opstelling FC Emmen: |
| De Oude Meerdijk, Emmen 0 toeschouwers Arbiter: Van den Kerkhof | Michael de Leeuw 78' Michael de Leeuw 90+4' |               |              | Telgenkamp; Bijl (56' Payne), Araujo, Van Rhijn (46' Veendorp), Cavlan (83' Granečný); Tibbling, Peña , Chacón ; Sidibe (74' Bernadou), De Leeuw , Caciano (46' Carty) |

Tweede ronde
|                                                      |                                |               |                     | |
| 15 december 2020, 21:00                              | FC Emmen                       | 2 - 1 (0 - 0) | FC Groningen        | Opstelling FC Emmen: |
| De Oude Meerdijk, Emmen 0 toeschouwers Arbiter: Blom | Glenn Bijl 60' Anco Jansen 67' |               | 27' Ramon Lundqvist | Telgenkamp; Van Rhijn, Araujo, Bakker (85' Scholte), Cavlan; Bernadou, Bijl, Veendorp, Peña; Kolar (69' Sidibe), Jansen (69' Avdijaj) |

Achtste finale
|                                                        |                 |               |                                             | |
| 20 januari 2021, 16:30                                 | FC Emmen        | 1 - 2 (1 - 0) | sc Heerenveen                               | Opstelling FC Emmen: |
| De Oude Meerdijk, Emmen 0 toeschouwers Arbiter: Mulder | Sergio Peña 44' |               | 72' Benjamin Nygren 90' (str.) Joey Veerman | Telgenkamp; Bijl (32' Van Rhijn), Araujo, Bakker (46' Veendorp), Cavlan (90+1' Vlak); Tibbling, Peña, Ben Moussa (77' Bernadou); De Vos, De Leeuw , Avdijaj (46' Laursen) |

## Selectie

### Technische staf
| Naam                | Functie                      |
| ------------------- | ---------------------------- |
| Dick Lukkien        | Hoofdtrainer                 |
| Casper Goedkoop     | Assistent-trainer            |
| Bas Sibum           | Assistent-trainer            |
| Gerard Wiekens      | Assistent-trainer            |
| Richard Moes        | Keeperstrainer               |
| Harm Hensens        | Teammanager                  |
| Jan Haak            | Revalidatietrainer/verzorger |
| Ruben Zuidema       | Fysiotherapeut               |
| Peter Eppinga       | Performancemanager           |
| Karel Hilbrands     | Materiaalman                 |
| Jan Arend Vredeveld | Fysieke trainer              |
| Dick Grootoonk      | Clubarts                     |

### Spelers en -statistieken
| #  | Land                      | Naam               | Competitie | Competitie | Beker   | Beker   | Play-offs | Play-offs | Totaal  | Totaal  | Contract tot | Seizoen bij FC Emmen | Vorige club              | Debuut FC Emmen   |         |         |
| #  | Land                      | Naam               | W          |            | W       |         | W         |           | W       |         | Contract tot | Seizoen bij FC Emmen | Vorige club              | Debuut FC Emmen   |         |         |
|    |                           | Keepers            | Keepers    | Keepers    | Keepers | Keepers | Keepers   | Keepers   | Keepers | Keepers | Keepers      | Keepers              | Keepers                  | Keepers           | Keepers | Keepers |
| -- | ------------------------- | ------------------ | ---------- | ---------- | ------- | ------- | --------- | --------- | ------- | ------- | ------------ | -------------------- | ------------------------ | ----------------- | ------- | ------- |
| 1  | Vlag van Duitsland        | Felix Wiedwald     | 6          | 0          | 1       | 0       | 0         | 0         | 7       | 0       | 2021         | 1e                   | Eintracht Frankfurt      | 28 oktober 2020   |         |         |
| 16 | Vlag van Nederland        | Robin Jalving      | 0          | 0          | 0       | 0       | 0         | 0         | 0       | 0       | 2021         | 2e                   | FC Emmen (jeugd)         |                   |         |         |
| 26 | Vlag van Nederland        | Dennis Telgenkamp  | 14         | 0          | 2       | 0       | 0         | 0         | 16      | 0       | 2021         | 6e                   | Heracles Almelo          | 7 augustus 2015   |         |         |
| 28 | Vlag van Nederland        | Michael Verrips    | 14         | 0          | 0       | 0       | 1         | 0         | 15      | 0       | 2021 huur    | 1e                   | Sheffield United FC      | 6 februari 2021   |         |         |
| 93 | Vlag van Nederland        | Stefan van der Lei | 0          | 0          | 0       | 0       | 0         | 0         | 0       | 0       | 2021         | 3e                   | Dalkurd FF               |                   |         |         |
|    |                           | Verdedigers        |            |            |         |         |           |           |         |         |              |                      |                          |                   |         |         |
| 2  | Vlag van Nederland        | Collin Seedorf     | 0          | 0          | 0       | 0       | 0         | 0         | 0       | 0       | 2021         | 1e                   | FC Eindhoven             |                   |         |         |
| 3  | Vlag van Nederland        | Keziah Veendorp    | 25         | 0          | 3       | 0       | 1         | 0         | 29      | 0       | 2021         | 4e                   | FC Groningen             | 18 augustus 2017  |         |         |
| 4  | Vlag van Nederland        | Nick Bakker        | 28         | 1          | 1       | 0       | 1         | 0         | 30      | 1       | 2021         | 5e                   | FC Groningen             | 23 september 2016 |         |         |
| 5  | Vlag van Peru             | Miguel Araujo      | 33         | 4          | 3       | 0       | 1         | 0         | 37      | 4       | 2022         | 2e                   | Alianza Lima             | 1 december 2019   |         |         |
| 14 | Vlag van Nederland        | Ferhat Görgülü     | 0          | 0          | 0       | 0       | 0         | 0         | 0       | 0       | 2021         | 2e                   | Giresunspor              | 22 september 2019 |         |         |
| 18 | Vlag van Tsjechië         | Denis Granečný     | 2          | 0          | 1       | 0       | 0         | 0         | 3       | 0       | 2021 huur    | 1e                   | FC Baník Ostrava         | 19 september 2020 |         |         |
| 22 | Vlag van Nederland        | Caner Cavlan       | 32         | 0          | 3       | 0       | 1         | 0         | 36      | 0       | 2021         | 2e                   | Austria Wien             | 12 augustus 2018  |         |         |
| 23 | Vlag van Nederland        | Glenn Bijl         | 30         | 2          | 3       | 1       | 1         | 0         | 34      | 3       | 2022         | 4e                   | FC Groningen             | 18 augustus 2017  |         |         |
| 27 | Vlag van Kroatië          | Leon Sopić         | 0          | 0          | 0       | 0       | 0         | 0         | 0       | 0       | 2021         | 2e                   | NK Rudeš                 | 3 augustus 2019   |         |         |
| 29 | Vlag van Turkije          | Elias Frei         | 0          | 0          | 0       | 0       | 0         | 0         | 0       | 0       | 2022         | 1e                   | FC Luzern                |                   |         |         |
| 30 | Vlag van Verenigde Staten | Desevio Payne      | 2          | 0          | 1       | 0       | 0         | 0         | 3       | 0       | 2021         | 2e                   | Excelsior                | 10 augustus 2019  |         |         |
| 34 | Vlag van Nederland        | Ricardo van Rhijn  | 15         | 0          | 3       | 0       | 0         | 0         | 18      | 0       | 2021         | 1e                   | sc Heerenveen            | 18 oktober 2020   |         |         |
| 35 | Vlag van Peru             | Jean-Pierre Rhyner | 2          | 0          | 0       | 0       | 0         | 0         | 2       | 0       | 2021 huur    | 1e                   | Cádiz CF                 | 6 februari 2021   |         |         |
|    |                           | Middenvelders      |            |            |         |         |           |           |         |         |              |                      |                          |                   |         |         |
| 7  | Vlag van Zweden           | Simon Tibbling     | 15         | 0          | 2       | 0       | 0         | 0         | 17      | 0       | 2022         | 1e                   | Brøndby IF               | 13 september 2020 |         |         |
| 10 | Vlag van Peru             | Sergio Peña        | 32         | 6          | 3       | 1       | 1         | 0         | 36      | 7       | 2022         | 2e                   | Granada CF               | 24 augustus 2019  |         |         |
| 13 | Vlag van Duitsland        | Behadil Sabani     | 0          | 0          | 0       | 0       | 0         | 0         | 0       | 0       | 2022         | 1e                   | Borussia Mönchengladbach |                   |         |         |
| 15 | Vlag van Peru             | Didier La Torre    | 3          | 0          | 0       | 0       | 0         | 0         | 3       | 0       | 2023         | 1e                   | Alianza Lima             | 31 januari 2021   |         |         |
| 19 | Vlag van Nederland        | Ben Scholte        | 1          | 0          | 0       | 0       | 0         | 0         | 1       | 0       | 2022         | 1e                   | FC Emmen (jeugd)         | 22 december 2020  |         |         |
| 20 | Vlag van Nederland        | Michael Chacón     | 11         | 0          | 2       | 0       | 0         | 0         | 13      | 0       | 2021         | 4e                   | FC Dordrecht             | 18 augustus 2017  |         |         |
| 20 | Vlag van Nederland        | Jari Vlak          | 17         | 1          | 1       | 0       | 1         | 0         | 19      | 1       | 2023         | 1e                   | FC Volendam              | 12 januari 2021   |         |         |
| 21 | Vlag van Nederland        | Hilal Ben Moussa   | 23         | 0          | 1       | 0       | 1         | 0         | 25      | 0       | 2021         | 4e                   | Sepsi OSK                | 18 augustus 2017  |         |         |
| 24 | Vlag van Frankrijk        | Lucas Bernadou     | 19         | 1          | 3       | 0       | 1         | 0         | 23      | 1       | 2022         | 1e                   | Paris Saint-Germain      | 28 oktober 2020   |         |         |
| 32 | Vlag van Nederland        | Robbert de Vos     | 13         | 1          | 1       | 0       | 0         | 0         | 14      | 1       | 2021         | 3e                   | FC Groningen             | 27 september 2018 |         |         |
|    |                           | Aanvallers         |            |            |         |         |           |           |         |         |              |                      |                          |                   |         |         |
| 6  | Vlag van Nederland        | Anco Jansen        | 17         | 1          | 1       | 1       | 0         | 0         | 18      | 2       | 2021         | 4e                   | Boluspor                 | 1 september 2017  |         |         |
| 8  | Vlag van Nederland        | Michael de Leeuw   | 29         | 13         | 2       | 2       | 1         | 0         | 32      | 15      | 2021         | 3e                   | Chicago Fire             | 20 januari 2019   |         |         |
| 9  | Vlag van Kroatië          | Marko Kolar        | 14         | 1          | 1       | 0       | 0         | 0         | 15      | 1       | 2021         | 2e                   | Wisła Kraków             | 3 augustus 2019   |         |         |
| 11 | Vlag van Denemarken       | Nikolai Laursen    | 29         | 3          | 2       | 0       | 1         | 0         | 32      | 3       | 2022         | 2e                   | PSV                      | 3 augustus 2019   |         |         |
| 12 | Vlag van Nederland        | Luciano Carty      | 2          | 0          | 1       | 0       | 0         | 0         | 3       | 0       | 2021         | 1e                   | FC Emmen (jeugd)         | 19 september 2020 |         |         |
| 15 | Vlag van Curaçao          | Lentini Caciano    | 4          | 0          | 2       | 0       | 0         | 0         | 6       | 0       | 2021         | 1e                   | FC Emmen (jeugd)         | 24 oktober 2020   |         |         |
| 17 | Vlag van Zwitserland      | Shani Tarashaj     | 0          | 0          | 0       | 0       | 0         | 0         | 0       | 0       | 2021 huur    | 2e                   | Everton FC               |                   |         |         |
| 17 | Vlag van Kosovo           | Donis Avdijaj      | 8          | 0          | 2       | 0       | 0         | 0         | 10      | 0       | 2021         | 1e                   | Heart of Midlothian FC   | 22 november 2020  |         |         |
| 17 | Vlag van Nederland        | Paul Gladon        | 13         | 2          | 0       | 0       | 1         | 0         | 14      | 2       | 2021         | 1e                   | Willem II                | 6 februari 2021   |         |         |
| 25 | Vlag van België           | Sekou Sidibe       | 3          | 0          | 1       | 0       | 0         | 0         | 4       | 0       | 2022         | 1e                   | Jong PSV                 | 13 september 2020 |         |         |
| 31 | Vlag van Turkije          | Kerim Frei         | 17         | 0          | 0       | 0       | 1         | 0         | 18      | 0       | 2022         | 2e                   | Istanbul Başakşehir      | 1 februari 2020   |         |         |
| 77 | Vlag van Servië           | Luka Adžić         | 12         | 3          | 0       | 0       | 1         | 0         | 13      | 3       | 2021 huur    | 2e                   | RSC Anderlecht           | 22 februari 2020  |         |         |

### Mutaties

#### Aangetrokken
Zomer
|                    | Naam            | Vorige club              | Transfersom  | Contract | Bijzonderheden |
| ------------------ | --------------- | ------------------------ | ------------ | -------- | -------------- |
| Vlag van Frankrijk | Lucas Bernadou  | Paris Saint-Germain      | transfervrij | 2022     | optie tot 2023 |
| Vlag van Nederland | Lentini Caciano | FC Emmen (jeugd)         | n.v.t.       | 2021     |                |
| Vlag van Nederland | Luciano Carty   | FC Emmen (jeugd)         | n.v.t.       | 2021     |                |
| Vlag van Nederland | Caner Cavlan    | Austria Wien             | niet bekend  | 2021     | optie tot 2022 |
| Vlag van Tsjechië  | Denis Granečný  | FC Baník Ostrava         | gehuurd      | 2021     | optie tot koop |
| Vlag van Duitsland | Behadil Sabani  | Borussia Mönchengladbach | transfervrij | 2022     | optie tot 2023 |
| Vlag van Nederland | Ben Scholte     | FC Emmen (jeugd)         | n.v.t.       | 2022     | optie tot 2023 |
| Vlag van Nederland | Collin Seedorf  | FC Eindhoven             | transfervrij | 2021     | optie tot 2022 |
| Vlag van België    | Sekou Sidibe    | Jong PSV                 | transfervrij | 2022     | optie tot 2023 |
| Vlag van Zweden    | Simon Tibbling  | Brøndby IF               | € 350.000    | 2022     | optie tot 2023 |

Tussentijds
|                    | Naam              | Vorige club            | Transfersom  | Contract | Bijzonderheden                                              |
| ------------------ | ----------------- | ---------------------- | ------------ | -------- | ----------------------------------------------------------- |
| Vlag van Nederland | Ricardo van Rhijn | sc Heerenveen          | transfervrij | 2021     | per 5-10-2020                                               |
| Vlag van Duitsland | Felix Wiedwald    | Eintracht Frankfurt    | niet bekend  | 2021     | per 5-10-2020, optie tot 2022                               |
| Vlag van Kosovo    | Donis Avdijaj     | Heart of Midlothian FC | transfervrij | 2021     | per 12-11-2020, optie tot 2022, was clubloos sinds 1-7-2020 |

Winter
|                    | Naam               | Vorige club         | Transfersom  | Contract | Bijzonderheden                             |
| ------------------ | ------------------ | ------------------- | ------------ | -------- | ------------------------------------------ |
| Vlag van Nederland | Jari Vlak          | FC Volendam         | niet bekend  | 2023     | per 11-1-2021, optie tot 2024              |
| Vlag van Turkije   | Elias Frei         | FC Luzern           | transfervrij | 2022     | per 16-1-2021, was clubloos sinds 1-7-2020 |
| Vlag van Turkije   | Kerim Frei         | Istanbul Başakşehir | niet bekend  | 2022     | per 16-1-2021                              |
| Vlag van Peru      | Jean-Pierre Rhyner | Cádiz CF            | gehuurd      | 2021     | per 16-1-2021, optie tot koop              |
| Vlag van Peru      | Didier La Torre    | Alianza Lima        | transfervrij | 2023     | per 18-1-2021, optie tot 2024              |
| Vlag van Servië    | Luka Adžić         | RSC Anderlecht      | gehuurd      | 2021     | per 28-1-2021                              |
| Vlag van Nederland | Paul Gladon        | Willem II           | transfervrij | 2021     | per 1-2-2021                               |
| Vlag van Nederland | Michael Verrips    | Sheffield United FC | gehuurd      | 2021     | per 1-2-2021                               |

#### Vertrokken
Zomer
|                      | Naam              | Nieuwe club         | Transfersom  | Bijzonderheden              |
| -------------------- | ----------------- | ------------------- | ------------ | --------------------------- |
| Vlag van Servië      | Luka Adžić        | RSC Anderlecht      | was gehuurd  |                             |
| Vlag van Curaçao     | Jafar Arias       | VVV-Venlo           | transfervrij |                             |
| Vlag van Duitsland   | Jan-Niklas Beste  | Werder Bremen       | was gehuurd  |                             |
| Vlag van Nederland   | Henk Bos          | -                   | transfervrij | optie niet gelicht          |
| Vlag van Nederland   | Lorenzo Burnet    | HB Køge             | transfervrij | optie niet gelicht          |
| Vlag van Nederland   | Daniel Camara Bos | -                   | transfervrij |                             |
| Vlag van Zweden      | Pontus Dahlberg   | Watford FC          | was gehuurd  |                             |
| Vlag van Turkije     | Kerim Frei        | Istanbul Başakşehir | was gehuurd  | optie tot koop niet gelicht |
| Vlag van Duitsland   | Matthias Hamrol   | SV Wehen Wiesbaden  | transfervrij |                             |
| Vlag van België      | Michaël Heylen    | Sparta Rotterdam    | transfervrij | optie niet gelicht          |
| Vlag van Nederland   | Tom Hiariej       | -                   | transfervrij |                             |
| Vlag van Nederland   | Wouter Marinus    | ZZVV                | transfervrij |                             |
| Vlag van Nederland   | Freddy Quispel    | VfL Oldenburg       | transfervrij |                             |
| Vlag van Nederland   | Ruben Roosken     | TOP Oss             | transfervrij |                             |
| Vlag van Zwitserland | Filip Ugrinic     | FC Luzern           | was gehuurd  | optie tot koop niet gelicht |

Tussentijds
|                      | Naam           | Nieuwe club   | Transfersom                                | Bijzonderheden                         |
| -------------------- | -------------- | ------------- | ------------------------------------------ | -------------------------------------- |
| Vlag van Kroatië     | Leon Sopić     | Dinamo Zagreb | € 25.000. Tevens een doorverkooppercentage | per 1-10-2020                          |
| Vlag van Zwitserland | Shani Tarashaj | Everton FC    | was gehuurd                                | per 13-10-2020, huurcontract ontbonden |

Winter
|                    | Naam           | Nieuwe club          | Transfersom  | Bijzonderheden |
| ------------------ | -------------- | -------------------- | ------------ | -------------- |
| Vlag van Nederland | Michael Chacón | Atlético Nacional    | niet bekend  | per 4-1-2021   |
| Vlag van Kosovo    | Donis Avdijaj  | AEL Limasol          | niet bekend  | per 1-2-2021   |
| Vlag van Nederland | Collin Seedorf | FC Eindhoven         | transfervrij | per 1-2-2021   |
| Vlag van Nederland | Anco Jansen    | NAC Breda            | transfervrij | per 1-2-2021   |
| Vlag van Duitsland | Behadil Sabani | TuS Rot-Weiß Koblenz | transfervrij | per 1-2-2021   |

1 Hoekstra ·
2 Soares ·
3 Vos ·
4 Te Wierik  ·
5 Geypens ·
6 Mulder ·
7 Rhein ·
8 Bakir ·
10 Hawkins ·
11 Landu ·
12 Quispel ·
14 Van Manen ·
16 Ten Brinke ·
16 Norder ·
16 Wanki ·
17 Hekkert ·
18 Evina ·
20 Kade ·
21 Nunumete ·
22 Martin ·
23 Hammouti ·
24 Nsona ·
26 Wagner ·
27 Schouten ·
28 Jalving ·
34 Bolk ·
38 Unbehaun ·
46 Eduardo ·
Coach: Arts
· Assistent-coach: Hegeman
· Assistent-coach: Van der Linden
· Keeperstrainer: Sulmann
ADO Den Haag ·
Ajax ·
AZ ·
FC Emmen ·
Feyenoord ·
Fortuna Sittard ·
FC Groningen ·
sc Heerenveen ·
Heracles Almelo ·
PEC Zwolle · 
PSV ·
RKC Waalwijk ·
Sparta Rotterdam ·
FC Twente ·
FC Utrecht ·
Vitesse ·
VVV-Venlo ·
Willem II